# N.V. v/h A.M. van Eldik
N.V. v/h A.M. van Eldik of Van Eldik te Gouda was een autobusbedrijf dat van 1934 tot 1968 stads- en streekvervoer in Zuid-Holland verrichtte.

## Geschiedenis
A.M. van Eldik begon in 1934 toen de voorgangers Oosterom verhuisden. Van Eldik reed een lijn Lekkerkerk - Berkenwoude - Stolwijk - Achterbroek - Gouda in het concessiegebied van de Twee Provinciën. Na het overlijden van A.M. van Eldik tijdens de Tweede Wereldoorlog nam zijn weduwe het bedrijf over. In 1946 nam de VAVO (later VIVAVO) te Schoonhoven het bedrijf over van weduwe Van Eldik-Horst. Daarna werd het bedrijf lid van de Stichting CAP. In 1951 nam Van Eldik het vervoer op de stadsdienst Gouda over van een voorganger. Vanaf 1962 werd deze uitgevoerd onder de naam De Goudsche.
In 1968 ging moederbedrijf Vavo Greyhound failliet en werd de Van Eldik-lijn Lekkerkerk - Gouda overgedragen aan de Reederij op de Lek te Kinderdijk, een van de participanten in de Twee Provinciën. De stadslijnen in Gouda werden overgenomen door Citosa, vanaf 1 januari 1969 Westnederland, dat de exploitatie opdroeg aan Van Gog.